# Il-62 (航空機)
イリューシン62
ロシア航空のIl-62MK
- 用途：旅客機
- 製造者：イリューシン設計局
- 運用者

  - アエロフロート
  - ロシア航空
  - クバーナ航空
  - 高麗航空
  - ほか
- 初飛行：1963年1月
- 生産数：285[1]
- 運用開始：1967年3月10日

Il-62(イリューシン62；ロシア語:Ил-62イール・シスデシャット・ドヴァー)は、ソ連のイリューシン設計局で開発されたソ連初の本格的な長距離用ジェット旅客機である。

## 概要

### 開発
エンジン4基をまとめて後部に装備し、T字尾翼で独特な形態であり、イギリスのヴィッカース社が先に設計を進めていた大型ジェット旅客機VC10とも類似している。またナローボディ機であるため、機内の通路は中央のみで、客席は3-3の横6列配置となっている。総生産数は210機以上で、アメリカ製ジェット旅客機との競争の末に短命に終わったVC10を遙かに上回る数が製造された。
開発は1962年に始まり、初飛行は1963年1月に行われた。しかし、ソ連にとって初の大型ジェット旅客機であることもあり、量産移行までは手間取り、量産機の初飛行は1964年であった。

### 就航

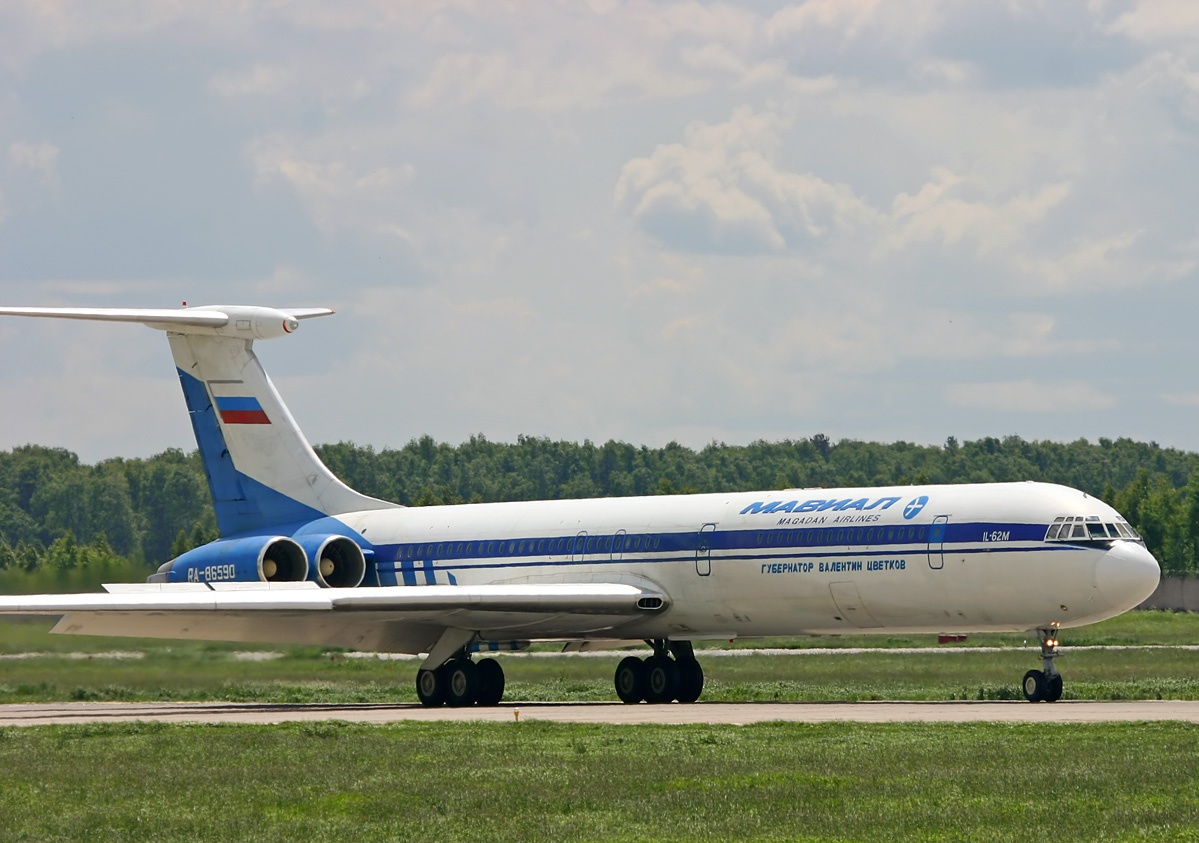
マヴィアル・マガダン航空のIl-62M

初の旅客運航は1967年3月10日、モスクワ - ハバロフスク、モスクワ - ノヴォシビルスク間で開始された。当初はアエロフロート・ロシア航空のみが使用していたが、1968年にはチェコ航空が運航を開始し、その後アンゴラのTAAGアンゴラ航空、中華人民共和国の中国民航、キューバのクバーナ航空、北朝鮮の高麗航空など他の共産圏の航空会社も相次いで導入した。
しかし初期のIl-62は燃費が悪く、そのため新型エンジンを装備した機体が開発されることとなり、Il-62Mが1970年に登場した。より経済性の高いエンジン（D-30KUターボファンエンジン）に換装したことで燃費が改善され、西側の旅客機に劣らぬ競争力を手に入れた。また機内の各装備も更新されている。
1978年にはアビオニクスなどを改良したIl-62MKが開発されているが、西側諸国の機材のようなエンターテインメント設備や、騒音規制に適合したエンジンは手に入れることはできなかった。

### 長寿
基本設計が古い上に、その後もアビオニクスやエンジン、エンターテインメントに大規模な更新が行われなかったにもかかわらず、製造は1993年まで続けられた。原因として、1980年に後継機種として就航したIl-86用のバイパス比の高いエンジンの開発ができないために航続距離が伸びず、結果として中短距離路線にしか就航できずに終わったことから、後継機のIl-96が1990年代に運用開始となるまで、仕方なく設計の古いIl-62を長距離用機材として使用し続けたことが挙げられる。
その結果、元東側諸国の一部では西側のヴィッカースVC-10やボーイング707などの第1世代のジェット旅客機と開発年代が同じIl-62が、ボーイング747-400やエアバスA340が生産されている時点でも生産が継続され、ボーイング787やエアバスA350が就航した後も生き残るという現象が生じている。

### 現在
現在では初期型のIl-62はほぼ全機引退し、活躍しているのはIl-62Mやそれを改良し西側機のコンセプトが取り入れられたIl-62MKなどである。しかし一時期共産圏の長距離旅客機といえばこれを指すほどよく使われ、共産圏では要人移動用の政府専用機として利用された。
2017年現在では、ロシアやウズベキスタンなど独立国家共同体諸国の各航空会社、北朝鮮の高麗航空、キューバのクバーナ航空、イランの航空会社などであるが、徐々に数を減らしてきている。また日本を始め多くの先進国では騒音規制に適合しないため、乗り入れ自体が難しくなっている。
2018年2月9日、平昌オリンピックの開会式に出席するため訪韓した北朝鮮の金永南や金与正ら高位級代表団を乗せた政府専用機が仁川国際空港に着陸して旧西側に久々に姿を見せ、同年5月7日に最高指導者の金正恩委員長は政府専用機のIl-62を初めて外遊に利用して訪中するも、同年6月10日に史上初の米朝首脳会談の開催地シンガポールを訪問した際は金正恩委員長は中国国際航空の中国政府専用機であるボーイング747を往路と帰路にチャーターした。

## 要目

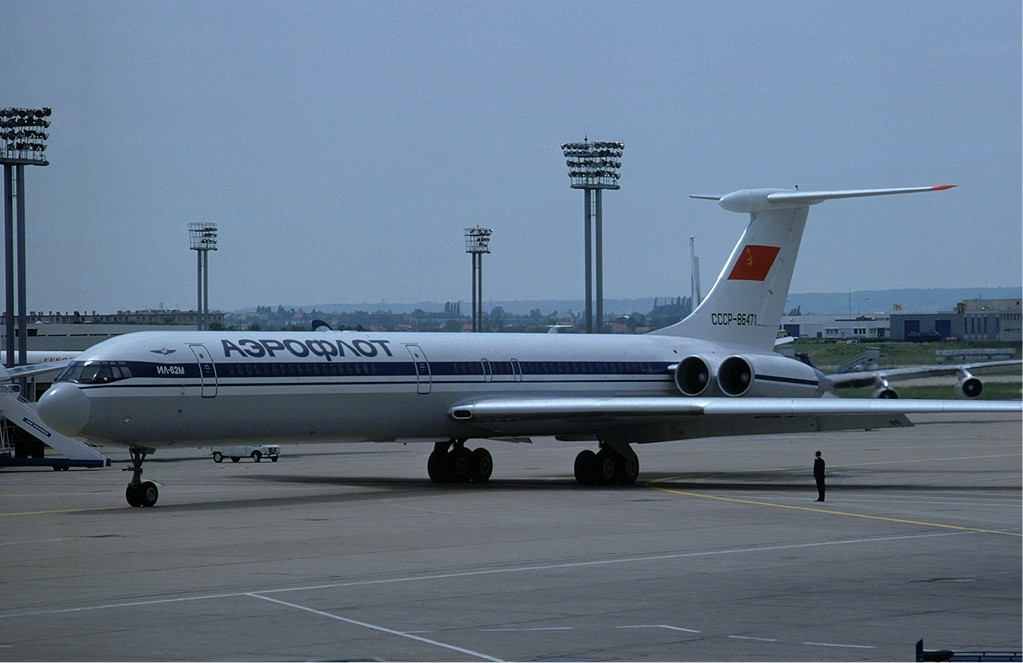
アエロフロートソ連航空時代のIl-62

### Il-62
- 全長: 53.12 m
- 翼巾: 43.20 m
- 全高: 12.35 m
- エンジン: クズネツォーフ設計局 NK-8-4 ターボファンエンジン×4
- 推力: 9,500 kg
- 乗員: 5
- 座席数: 186
- 最大離陸重量: 162,200 kg
- 巡航速度: 900 km/h
- 航続距離: 5,000 km （全負荷で3,500 km）

### Il-62 プロトタイプ
クズネツォーフ設計局製 NK-8ターボファンエンジンの開発が間に合わなかったことから、Su-7やSu-9のような軍用機に使用されていたサトゥールン科学製造合同製のターボジェットエンジンAL-7(推力:7,500 kg) 4 基が装備されていた。最大離陸重量、巡航速度、航続距離は不明。他のデータはIl-62に同じ。

### Il-62M

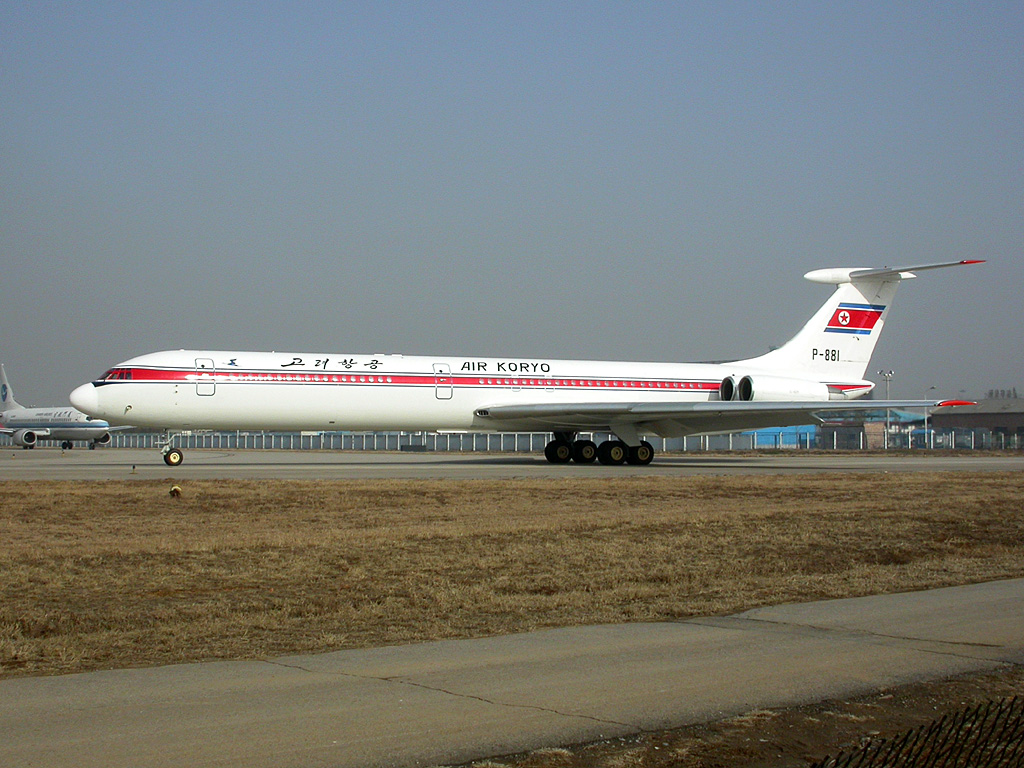
Il-62M 高麗航空の機体 北京首都国際空港にて

(Il-62M-200と呼称される場合もある)
- エンジン: ソロヴィヨーフ D-30KU ターボファンエンジン×4
- 推力: 11,000 kg
- 座席数: 174-198
- 最大離陸重量: 165,500 kg
- 航続距離: 10,000 km （全負荷で7,800 km）

その他のデータはIl-62に同じ。また貨物搭載装置、自動操縦装置などが近代化・アップグレードされている。

### Il-62MK
翼構造、着陸装置を強化したタイプ。内装も変更され、西側機のコンセプトが取り入れられている。また航行機器もアップグレードされ、慣性航法装置が導入された。

## 主なカスタマー
- アエロフロート
- ロシア航空
- ダリアビア航空
- ウズベキスタン航空
- LOTポーランド航空
- TAROM
- チェコ航空
- インターフルーク
- 中国民航
- 高麗航空
- クバーナ航空

## 登場作品

### 小説
『見知らぬ明日』
山崎がソ連への出張にアエロフロートのIl-62Mに搭乗したが、中ソ国境近くで「何か」に撃墜されて不時着する。

### ゲーム
『エアーマネジメントII 航空王をめざせ』
ソ連製の機体として、IL62・IL62M・IL62MKの3機種が登場。
『ぼくは航空管制官2』
「成田StarLightAirways」に登場。
『マーセナリーズ』
ピョンヤン空港に高麗航空のIl-62が駐機している。